# 任彥蘖
任彥蘖，號廉所，山東都司任城衛軍籍（滋阳县人）。明朝政治人物、進士出身。

## 生平
萬曆十六年（1588年）戊子科舉人，十七年（1589年）己丑科進士，初授中書舍人，擢南京户科给事中。二十二年（1594年）以何选革职爲民事，抗章論救，語侵閣臣。帝復怒，謫彥蘗於外，旋以言官論救，斥彥蘗為民。

## 家族
父任瀛，字登之，号峄峰，嘉靖乙未（1535年）进士。兄任彦棻，万历乙未（1595年）进士，官四川參議。